# Arnoldo Granella
Arnoldo Granella (né le 1er avril 1939 à Briga Marittima à l'époque dans le Piémont en Italie et aujourd'hui dans les Alpes-Maritimes et mort le 7 février 2022 à Nice) est un joueur de football franco-italien, qui évoluait au poste d'attaquant.

## Biographie
Arnoldo Granella évolue en France avec les équipes du Havre, de Bordeaux et de Nice.
Il dispute au cours de sa carrière 46 matchs en Division 1, marquant cinq buts, et 14 matchs en Division 2, inscrivant sept buts.
Le 19 novembre 1961, il inscrit avec Le Havre un doublé en Division 1, lors de la réception du Toulouse FC. Par la suite, le 11 octobre 1964, il marque avec l'OGC Nice un doublé en Division 2, lors d'un déplacement sur la pelouse de Forbach.

## Palmarès
| OGC Nice - Championnat de France D2 (1) : - Champion : 1964-65. |  | Genoa - Coupe des Alpes (1) : - Vainqueur : 1962. |